# Saint-Didier-de-Bizonnes
Saint-Didier-de-Bizonnes är en kommun i departementet Isère i regionen Auvergne-Rhône-Alpes i sydöstra Frankrike. Kommunen ligger i kantonen Le Grand-Lemps som tillhör arrondissementet La Tour-du-Pin. År 2022 hade Saint-Didier-de-Bizonnes 330 invånare.

## Befolkningsutveckling
Antalet invånare i kommunen Saint-Didier-de-Bizonnes
Referens:INSEE